# Державний фонд родовищ корисних копалин України
Держа́вний фо́нд родо́вищ ко́ри́сних копа́лин Украї́ни (рос. государственный фонд месторождений полезных ископаемых Украины, англ. State fund of mineral deposits of Ukraine) — систематизоване зведення відомостей по кожному родовищу, що характеризує кількість запасів основних корисних копалин і сумісно з ними залягаючих другорядних корисних копалин, відображає вміщені в них компоненти, подає гірничо-геологічні умови розробки родовища та геолого-економічну оцінку, а також прояви корисних копалин. 
Формується на основі даних Моніторингу мінерально-сировинної бази України. 
Державний фонд родовищ корисних копалин є частиною Державного фонду надр.
Формується Державним комітетом України по геології і використанню надр.